# Richard Muther
Albert Carl Richard Muther, né le 25 février 1860 à Ohrdruf et mort le 28 juin 1909 à Wölfelsgrund dans la province de Silésie, est un historien de l'art allemand.

## Biographie
Richard Muther naît le 25 février 1860 à Ohrdruf. Il fréquente le Progymnasium d'Ohrdruf et le Gymnasium de Gotha.
Après avoir obtenu son abitur, il étudie l'histoire de l'art et la littérature à Heidelberg (1877/1878) et à Leipzig. En 1879/1880, il passe six mois à étudier à Florence, Rome et Naples. Il obtient son doctorat en 1881 avec une thèse sur le peintre suisse Anton Graff sous la direction d'Anton Springer. Il se rend à Munich, où il étudie les illustrations de livres médiévaux. Il y est habilité en 1883 avec son article Die ältesten deutschen Bilderbibeln. À partir de 1885, il travaille comme second conservateur au Kupferstichkabinett de Munich. Ses efforts pour obtenir un poste de professeur à Munich échouent en 1890, qui est attribué à Berthold Riehl.
À cette époque, Richard Muther commence à écrire des articles sur l'art pour divers journaux et magazines. Il rédige également deux guides pour l'Alte Pinakothek de Munich et la Gemäldegalerie de Berlin. Il fait d'abord sensation avec son ouvrage Geschichte der Malerei im 19. Jahrhundert (Histoire de la peinture au XIXe siècle), paru en trois volumes en 1893/1894 et rapidement traduit en plusieurs langues. Richard Muther y attaque certaines doctrines plus anciennes et prend parti pour le naturalisme et le nouvel idéalisme, entre autres. En raison de ces opinions, mais surtout de son style d'écriture inhabituel, très imagé et en partie érotique, qui n'est pas seulement destiné à attirer un public de scientifiques spécialisés, Richard Muther se fait quelques ennemis, dont Georg Dehio, mais gagne également des sympathisants célèbres comme Felix Dahn, Hugo von Hofmannsthal et Sigmund Freud. Avec cette publication, Richard Muther est l'un des premiers à traiter scientifiquement de l'art moderne naissant.
En 1895, il devient professeur d'histoire de l'art à l'université de Breslau. Après avoir été critiqué à plusieurs reprises pour son style littéraire et ses évaluations parfois très subjectives, l'historien de l'art Theodor Volbehr accuse Richard Muther, en 1896, de l'avoir copié. En raison de ces accusations de plagiat, une censure est prononcée à son encontre par la faculté la même année, ce qui porte gravement atteinte à la réputation de Richard Muther. Richard Muther lui-même considère ces accusations comme une campagne de diffamation contre lui-même et parle d'agitation de Muther-Hetze, qui devient également  le titre d'un document de défense. Parmi ses ouvrages ultérieurs, c'est surtout la Geschichte der Malerei (histoire de la peinture), publiée en cinq volumes, qui a gagné en popularité et a également été traduite en anglais. À partir de 1902, Richard Muther est l'éditeur d'une série de monographies d'artistes intitulée Die Kunst. Sammlung illustrierter Monographien, pour laquelle Julius Meier-Graefe et Rainer Maria Rilke, entre autres, écrivent des livres. Rainer Maria Rilke est chargé par Luther d'écrire une monographie sur le sculpteur français Auguste Rodin. La confrontation avec Rodin allait avoir une grande influence sur l'œuvre du poète.
Il est l'un des historiens de l'art allemands les plus controversés, mais aussi les plus populaires de l'époque. Son Geschichte der Malerei, entre autres ouvrages, est encore imprimée aujourd'hui.

## Publications
- Anton Graff. Der Porträtmaler unsrer Klassiker, Leipzig 1881.
- Die ältesten deutschen Bilderbibeln: bibliographisch und kunstgeschichtlich, Munich 1883.
- Die deutsche Bücherillustration der Gotik und Frührenaissance (1460-1530), Munich 1884.
- avec Georg Hirth (Hrsg.): Meisterholzschnitte aus vier Jahrhunderten, Munich 1888–1893.
- Der Cicerone in der Münchner Alten Pinakothek, Munich 1888.
- Der Cicerone in der kgl. Gemäldegalerie in Berlin, Munich 1889.
- Geschichte der Malerei im 19. Jahrhundert, 3 volumes, Munich 1893/1894.
- Die Muther-Hetze. Ein Beitrag zur Psychologie des Neides und der Verleumdung, Munich/Leipzig 1896.
- Geschichte der Malerei, 5 volumes, Leipzig 1899–1902.
- Studien und Kritiken, 2 volumes, Wien 1901/1902.
- Ein Jahrhundert französischer Malerei, Berlin 1901.
- Geschichte der englischen Malerei, Berlin 1903.
- Die belgische Malerei im 19. Jahrhundert, Berlin 1904. Traduit en français par Jean De Mot et publié en Belgique la même année par les éditeurs Misch & Thron à Bruxelles.
- Rembrandt, ein Künstlerleben, Berlin 1904.
- avec Ernst Wilhelm Bredt (de): München als Kunststadt. Marquardt, Berlin 1907.

Pour la série Die Kunst. Sammlung illustrierter Monographien Richard Muther a rédigé les apports sur Gustave Courbet, Lucas Cranach, Francisco de Goya, Die Renaissance der Antike, Leonardo da Vinci, Jean-François Millet und Diego Velázquez.